# Otto von Heydebreck
Otto von Heydebreck (ur. 19 marca 1887 w Koszalinie, zm. w grudniu 1959 w Bad Honnef) – niemiecki dziennikarz.

## Życiorys
Pochodził starej pruskiej rodziny szlacheckiej osiadłej na Pomorzu. Jego starszy brat Peter von Heydebreck był sławny jako dowódca Freikorpsu. Jako młody chłopak rozpoczął karierę oficerską. Jednak po I wojnie światowej, w której brał udział, zakończył służbę wojskową w randze kapitana.
W roku 1920 zamieszkał w Monachium i rozpoczął pracę jako zawodowy dziennikarz. Politycznie był wówczas umiarkowanym konserwatystą, który według Clausa Heinricha Billa: „wprawdzie nastawiony monarchistycznie, ale całkiem gotowy aby w pełni odpowiedzialnie współpracować przy kształtowaniu republiki”. W latach 1929 do 1933 był szefem berlińskiego biura „Münchner Neueste Nachrichten”. W ramach tej działalności popierał politykę rządu swojego przyjaciela Heinricha Brüninga, co wywołało konflikt z Paulem Reuschem, który jako przewodniczący zarządu „Gutehoffnungshütte”, która należała do właścicieli gazety, chciał nadać „Münchner Neueste Nachrichten” kurs narodowy a zatem przeciwny rządowi Brüninga. Kilka tygodni po nazistowskim przejęciu władzy przez Adolfa Hitlera Otto von Heydebreck został 22 maja 1933 w ramach ujednolicenia gazety zwolniony przez narodowo-socjalistycznego komisarza redakcji Leo Hausleitera.
Będąc przyjacielem byłego kanclerza Rzeszy Heinricha Brüninga i bratem wysokiego rangą dowódcy S.A. znalazł się w samym środku fali politycznej czystki nazistów, która zaczęła się 30 czerwca 1934. Będąc na celowniku SS uniknął aresztowania, a nawet prawdopodobnie śmierci dzięki ukrywaniu się u kolegi Hansa-Joachima Kauscha.
Później nie mógł znaleźć zatrudnienia w prasie niemieckiej, udało mu się zdobyć stanowisko berlińskiego korespondenta dla „Wiener Neue Freie Presse”. Stracił to stanowisko w marcu 1938 po wcieleniu Austrii do Rzeszy z powodu niepoprawności politycznej, został wówczas pracować jako korespondent dla „Preger Tageblatt”. To stanowisko również stracił w marcu 1939 w po upadku Czech. Później był korespondentem „Baseler Nachrichten” w Bazylei. Po II wojnie światowej wyjechał do RFN. W latach pięćdziesiątych kierował przez dłuższy czas berlińskim oddziałem gazety „Die Welt”. Poza tym piastował stanowisko w urzędzie federalnym ds. prasy w Bonn.

## Życie prywatne
Od 28 lipca 1914 był żonaty z Agnes Schwenke (1892-1941), z tego małżeństwa urodził się syn Berndt Tessen, który służąc jako sanitariusz w Rosji w Tushanini w 9 kompanii 19 regimentu zaginął w styczniu 1942, oraz córka Beatrix.
Po raz drugi ożenił się w 1948 z p. Flemming w roku 1948, ale był to bardzo krótki związek. W 1955 poślubił Agnes Dodemont, córkę właściciela fabryki Huberta Dodemonta i jego żony Sibilli Huppertz.